# Palmeira (Paraná)
Palmeira ist ein brasilianisches Munizip im Südosten des Bundesstaats Paraná. Es hatte 2021 geschätzt 34.109 Einwohner, die sich Palmeirenser nennen. Seine Fläche beträgt 1.470 km². Es liegt 869 Meter über dem Meeresspiegel.

## Etymologie
Die erste Siedlung, die aus einem Rastplatz für Tropeiros entstand, wurde unter Anrufung der Nossa Senhora da Conceição Freguesia Nova genannt. 1818 wurde sie auf den Grund der Fazenda de Palmeira verlegt. Deren Name kam daher, dass sie in einem Capão (Wald inmitten offener Landschaft) eingerichtet wurde, in dem auch Palmen standen.

## Geschichte

### Besiedlung
Die Ländereien im heutigen Munizip Palmeira wurden 1708 und 1716 als Sesmaria an Manuel Gonçalves da Cruz (Cancela, Papagaios, Butuquara, Porcos de Cima, Lago) verliehen. 1709 erhielt Felipe Luís die Sesmaria Santa Quitéria. Manuels Nachfolger besetzten weitere Gebiete einschließlich der künftigen Fazenda da Palmeira.
Die Keimzelle der heutigen Gemeinde Palmeira entstand Ende des 18. Jahrhunderts am Rande des Tropeiroswegs von Viamão nach Sorocaba. Auf der verlassenen Rinderkoppel Santa Cruz do Sutil, wo Antônio Bicudo Camacho in den Jahren 1694 bis 1699 auf Gold gestoßen war, entstand eine kleine Siedlung. Sie wurde von Tropeiros als Rastplatz genutzt.
Am 20. März 1813 wurde die Pfarrei Nossa Senhora da Conceição do Tamanduá gegründet. Ihre Geschichte ist eng mit der der Pfarrei Colada de Tamanduá verbunden, die heute zum Munizip Campo Largo gehört. Der Gründer, Kapitän Antônio Luiz, genannt Tigre, hatte das Grundstück Unserer Lieben Frau vom Karmel gestiftet. Seine Nachfolger vermachten das Land dem Karmeliten-Kloster von São Paulo, das ein Klosterhaus gründete. Da man aber keine Novizen aufnehmen durfte, mussten die Karmeliten das Kloster Tamanduá nach 60 Jahren schließlich aufgeben.
Die ungünstigen Bedingungen der Pfarrei Tamanduá veranlassten den Vikar Antônio Duarte dos Passos, den Sitz der Pfarrgemeinde 1818 auf die Fazenda de Palmeira zu verlegen. Am 7. April 1819 stiftete Manuel José de Araújo einen Teil seiner Fazenda, um darauf eine neue Pfarrkirche zu errichten. Mit der Verlegung des Pfarrsitzes zog die Bevölkerung in die Nähe des neuen Gotteshauses. Die Bevölkerungszahl stieg ab 1878 mit der Ankunft deutscher Siedler.

### Colônia Cecília
Im Jahr 1890 gründete eine sechsköpfige Gruppe italienischer Einwanderer eine landwirtschaftliche Kolonie in Palmeira. Sie folgten dem Anarchisten Giovanni Rossi (1856–1943) aus Pisa und errichteten in Brasilien eine anarcho-sozialistische Gemeinschaft. Sie streuten die Legende, Kaiser Peter II. habe ihnen 300 Alqueire (720 ha) Land geschenkt (tatsächlich hatten sie es von ihrem Auswanderungsgrundstock regulär gekauft). Es gelang ihnen bis Mai 1891, um die 250 weitere Siedler nachzuziehen. Die Kolonie ging schon 1894 aufgrund der elenden Zustände zugrunde, in die sich die Bewohner manövriert hatten. Dabei spielte auch der große Männerüberschuss eine Rolle. Zudem wurden sie von der benachbarten, stark katholisch geprägten polnischen Gemeinde geächtet. Eine der Familien kaufte der Gemeinschaft das Land ab. Rossi zog weiter, zunächst nach Taquari in Rio Grande do Sul und später nach Rio dos Cedros in Santa Catarina. Er kehrte 1907 nach Italien zurück. Nach Ausbruch des Zweiten Weltkriegs wurde er dort inhaftiert und starb 1943. Die Präfektur von Palmeira bewahrt das Andenken an diese Episode in einer kleinen Erinnerungsstätte.

### Europäische Einwanderung
Die Region war zunächst von portugiesischen Fazendeiros, die von Bandeirantes aus São Paulo abstammten, Caboclos und Nachfahren afrikanischer Sklaven besiedelt. Ab 1878 entstanden auf Initiative der Provinz- und der Reichsregierung weitere Einwandererkolonien.
Volksdeutsche kamen ab 1878 aus Russland und bildeten sieben Siedlungskerne oder Kolonien. Sie waren in Katholiken und Lutheraner unterteilt. Viele gaben die landwirtschaftliche Tätigkeit auf und begannen, im Warentransport, im öffentlichen Dienst oder in der Stadt zu arbeiten.
Polen kamen ab 1888. Sie waren sehr gute, erfahrene Landwirte. Sie verteilten sich über das ganze Munizip und bildeten mehrere Kolonien.
Von den 250 italienischen Siedlern der Colônia Cecília des Jahres 1890 blieben nach der Auflösung der Kolonie nur drei Familien in Palmeira.
Syrer-Libanesen, Palästinenser, Ägypter und Japaner: kamen zu Beginn des 20. Jahrhunderts. Die Syrer-Libanesen wurden vorwiegend im Handel tätig, die Japaner in Landwirtschaft und Gewerbe.
Deutsche Mennoniten gründeten 1951 die Kolonie Witmarsum und die Cooperativa Mista Agropecuária Witmarsum Ltda, die ein bedeutender Erzeuger von Milchprodukten sowie von Geflügel wurde.
Belarussen ließen sich 1958 im Distrikt Santa Cruz zwischen Ponta Grossa und Palmeira nieder, wo sie in der Landwirtschaft tätig wurden.

### Erhebung zum Munizip
Palmeira wurde durch das Provinzialgesetz Nr. 184 vom 3. Mai 1869 aus Ponta Grossa ausgegliedert und in den Rang eines Munizips erhoben. Es wurde am 15. Februar 1870 als Munizip installiert. 

## Geografie

### Fläche und Lage
Palmeira liegt 70 km westlich von Curitiba auf den Campos Gerais des Segundo Planalto Paranaense (der Zweiten oder Ponta-Grossa-Hochebene von Paraná). Seine Fläche beträgt 1.470 km². Es liegt auf einer Höhe von 869 Metern.

### Vegetation
Das Biom von Palmeira ist Mata Atlântica.

### Klima
Das Klima ist gemäßigt warm. Es werden hohe Niederschlagsmengen verzeichnet (1480 mm pro Jahr). Im Jahresdurchschnitt liegt die Temperatur bei 18,0 °C. Die Klimaklassifikation nach Köppen und Geiger lautet Cfb.

### Gewässer
Palmeira liegt in den Einzugsgebieten des Rio Tibaji und des Rio Iguaçu.
Die nördlichen 80 % des Munizips werden nach Norden zum Rio Tibaji entwässert, zum Beispiel über den Rio Guaraúna im Westen des Munizips oder den Rio Monjolo im Stadtgebiet selbst, der nördlich der Stadt zusammen mit dem Rio Pulgas den Rio Capivari bildet. Die nordwestliche Grenze zum Munizip Ponta Grossa wird vom Rio Romualdo gebildet. Der Rio do Salto fließt im Osten entlang der Munizipgrenze bis zum Rio Tibaji, der das Munizip im Norden begrenzt.
Die südlichen 20 % gehören zum Becken des Iguaçu, der das Munizip auf eine kurze Strecke im Süden begrenzt. Zu ihm fließt auf der östlichen Grenze der Rio dos Papagaios.

### Straßen
Palmeira liegt an der BR-277 zwischen Guarapuava und Curitiba. Diese kreuzt hier die PR-151 zwischen São Mateus do Sul und Ponta Grossa. Von der BR-277 zweigt die PR-427 nach Porto Amazonas und Lapa ab.
Durch den östlichen Bereich des Munizips verläuft die Rodovia do Café (BR-376).
Durch Palmeira verlief seit vorkolumbischen Zeiten die Nebenstrecke des Peabiru-Wegs von São Paulo nach Paranaguá. Diese führte über Castro, Ponta Grossa, Palmeira und Curitiba. Nach der Zerstörung der Reduktionen, die die Jesuiten im heutigen Paraná zum Schutz der Ureinwohner eingerichtet hatten, geriet der Weg in Vergessenheit.

### Nachbarmunizipien
|                     | Ponta Grossa                                |                            |
| Teixeira Soares.    | Kompassrose, die auf Nachbargemeinden zeigt | Balsa Nova und Campo Largo |
| São João do Triunfo |                                             | Porto Amazonas und Lapa    |

## Stadtverwaltung
Bürgermeister: Sergio Luis Belich, DEM (2021–2024)
Vizebürgermeister: Jonatas Boaventura Schulli, PP (2021–2024)

## Demografie

### Bevölkerungsentwicklung
| Jahr | Einwohner | Stadt    | Land     |
| ---- | --------- | -------- | -------- |
| 1872 | 6.298     | 90 % (1) | 10 % (2) |
| 1900 | 10.105    | 0 %      | 0 %      |
| 1920 | 19.051    | 0 %      | 0 %      |
| 1940 | 17.078    | 27 %     | 73 %     |
| 1950 | 16.459    | 25 %     | 75 %     |
| 1960 | 17.116    | 36 %     | 64 %     |
| 1970 | 20.030    | 41 %     | 59 %     |
| 1980 | 24.235    | 48 %     | 52 %     |
| 1991 | 29.046    | 51 %     | 49 %     |
| 2000 | 30.847    | 56 %     | 44 %     |
| 2010 | 32.123    | 60 %     | 40 %     |
| 2021 | 34.109    |          |          |

(1) Freie (2) Sklaven
Quelle: IBGE, bis 2010: Volkszählungen und für 2021: Schätzung

### Ethnische Zusammensetzung
| Gruppe * | 1991    | 2000    | 2010    | wer sich als …                                                                   |
| --- | ------- | ------- | ------- | -------------------------------------------------------------------------------- |
| Weiße | 87,0 %  | 80,5 %  | 76,0 %  | weiß bezeichnet                                                                  |
| Schwarze | 2,9 %   | 3,0 %   | 2,5 %   | schwarz bezeichnet                                                               |
| Gelbe | 0,0 %   | 0,3 %   | 0,3 %   | von fernöstlicher Herkunft wie japanisch, chinesisch, koreanisch etc. bezeichnet |
| Braune | 10,1 %  | 16,1 %  | 21,1 %  | braun oder als Mischung aus mehreren Gruppen bezeichnet                          |
| Indigene | 0,0 %   | 0,0 %   | 0,1 %   | Ureinwohner oder Indio bezeichnet                                                |
| ohne Angabe | 0,0 %   | 0,1 %   | 0,0 %   |                                                                                  |
| Gesamt | 100,0 % | 100,0 % | 100,0 % |                                                                                  |
| *) Das IBGE verwendet für Volkszählungen ausschließlich diese fünf Gruppen. Es verzichtet bewusst auf Erläuterungen. Die Zugehörigkeit wird vom Einwohner selbst festgelegt. |         |         |         |                                                                                  |

Quelle: IBGE (Stand: 1991, 2000 und 2010)

## Kultur und Sehenswürdigkeiten

### Museen

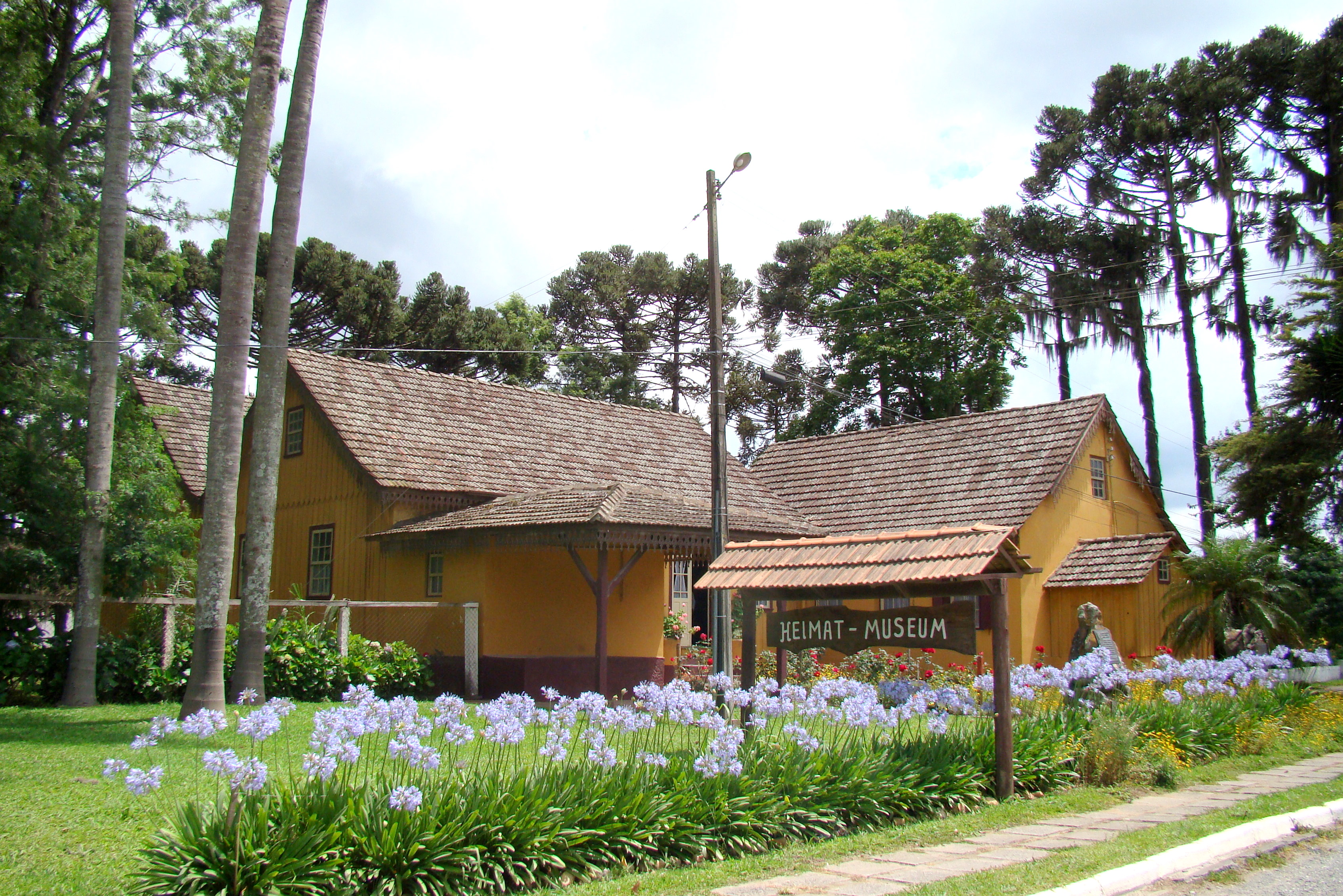
Heimatmuseum Witmarsum

Der Distrikt Witmarsum beherbergt das Museum Casa Fazenda Cancela. Seine Sammlungen stammen aus den Mennonitenkolonien in Südbrasilien.

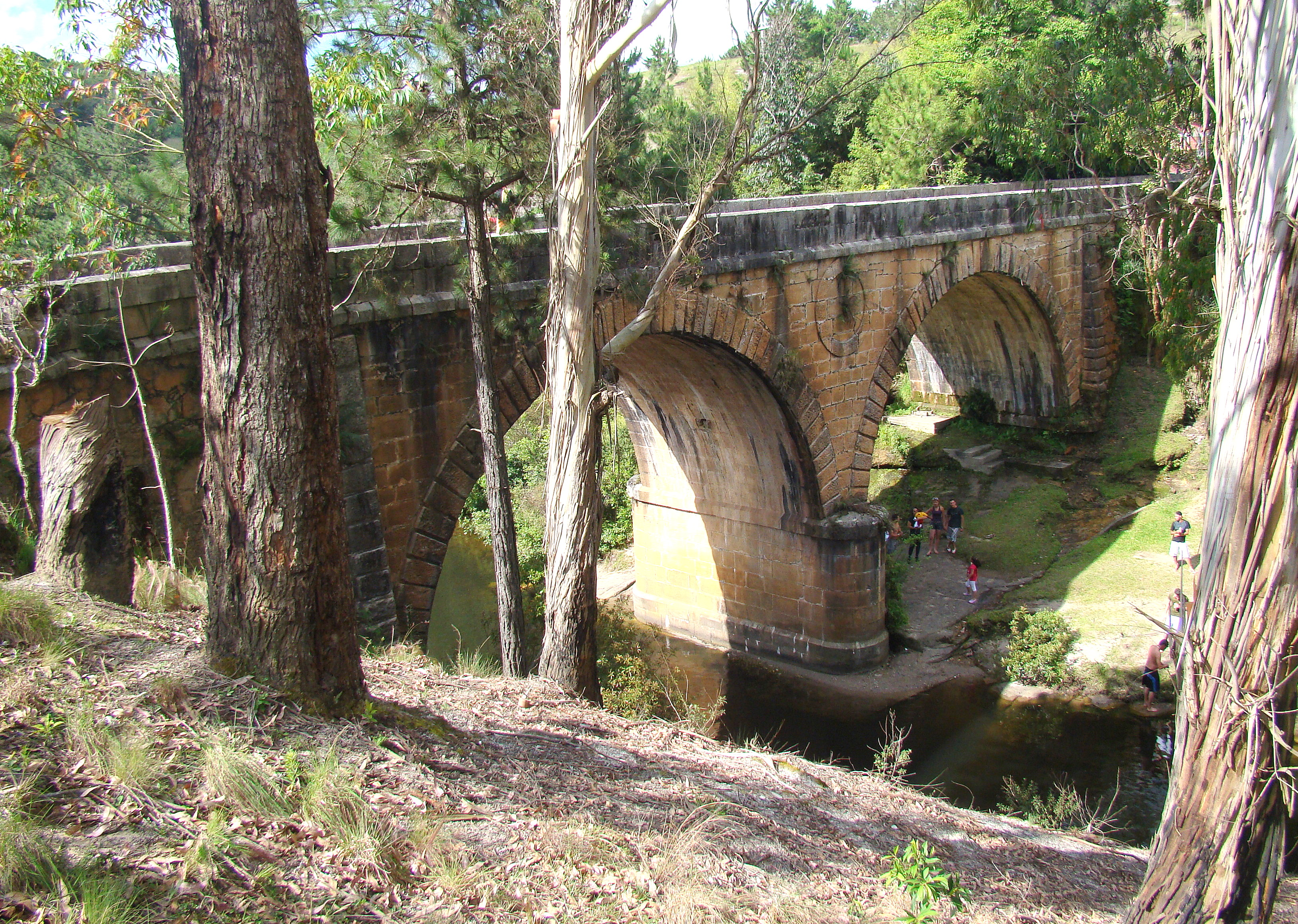
Historische Brücke über den Rio dos Papagaios

### Bauwerke
Die historische Steinbogenbrücke Ponte dos Papagaios überquert den Rio dos Papagaios an der Grenze zu Balsa Nova. Sie wurde 1877 fertiggestellt. Mit dem Neubau der PR-277-Brücke etwa 300 m südlich verlor sie ihre Bedeutung für den Verkehr. Sie wurde 1973 unter Denkmalschutz gestellt.

### Tribüne des Ypiranga Futebol Clube

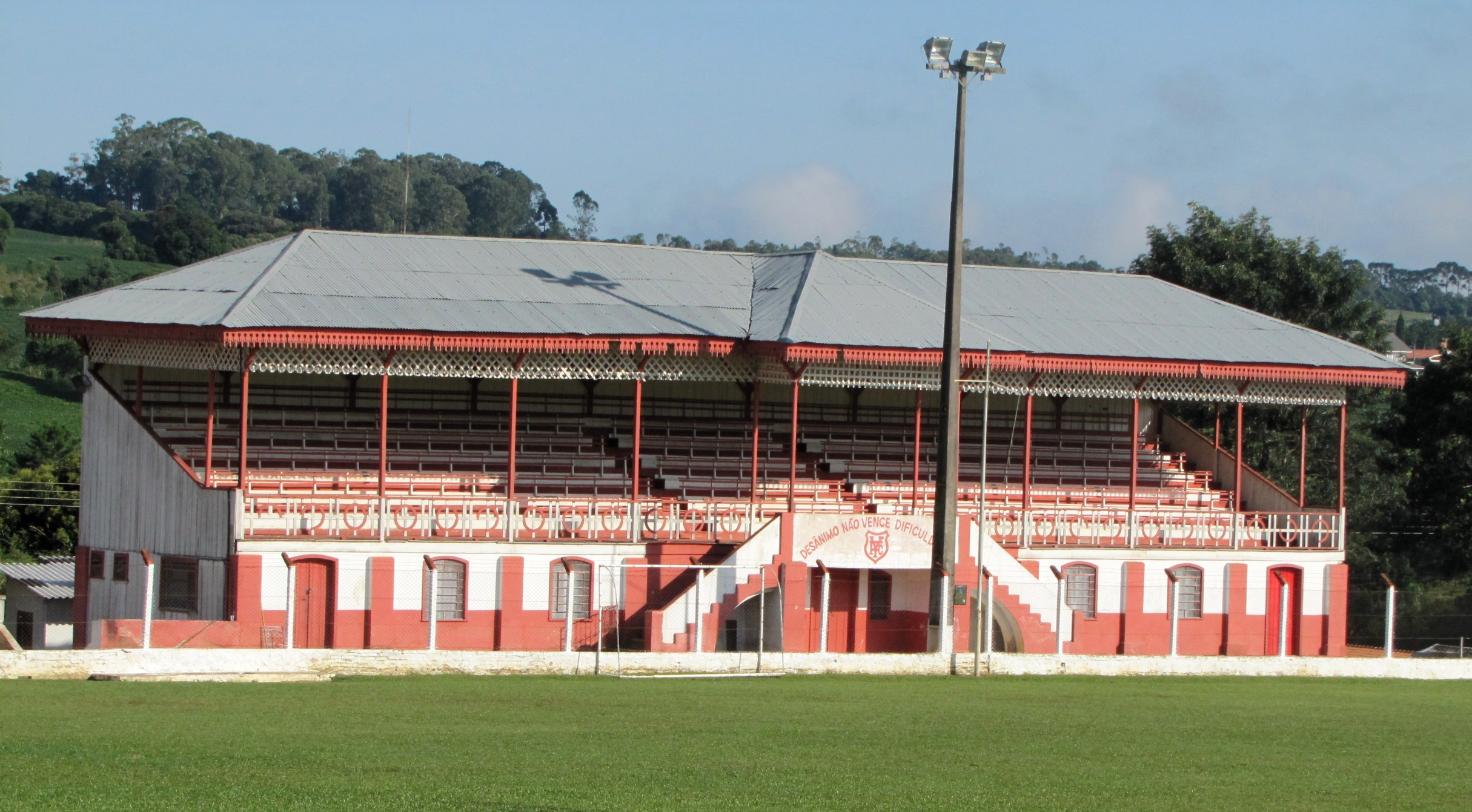
Tribüne des Estádio João Chede

Die 1922 erbaute Tribüne besteht aus einem großen Holzpavillon. Sie repräsentiert typische Architektur, die in den 1920er Jahren in den Fußballstadien des Landes verbreitet war.

## Wirtschaft

### Kennzahlen
Mit einem Bruttoinlandsprodukt pro Einwohner von 39.712,01 R$ (rund 8.800 €) lag Palmeira 2019 an 79. Stelle der 399 Munizipien Paranás.
Sein hoher Index der menschlichen Entwicklung von 0,718 (2010) setzte es auf den 136. Platz der paranaischen Munizipien.

## Söhne und Töchter der Stadt
- Alberto José Gonçalves (1859–1945), Bischof und Politiker
- Sérgio Krzywy (* 1952), Bischof